# بارویل (پنسیلوانیا)
بارویل (به انگلیسی: Barrville) یک منطقهٔ مسکونی در ایالات متحده آمریکا است که در شهرستان میفلن، پنسیلوانیا واقع شده‌است. بارویل ۱۶۰ نفر جمعیت دارد.